# Earl Chapin
Earl W. Chapin (* 1926; † 21. Januar 1997 in Greenfield, Massachusetts) war ein US-amerikanischer Jazz- und Studiomusiker (Waldhorn), der sich auch im Bereich der klassischen Musik betätigte.

## Leben und Wirken
Chapin spielte in New York City ab den späten 1950er-Jahren in den Ensembles und Orchestern von Gil Evans (Great Jazz Standards, 1959), Quincy Jones (The Quintessence, 1961) und Miles Davis (Sketches of Spain, 1959). Außerdem gehörte er dem Everest Woodwind Octet an und wirkte bei Aufnahmen von Al Caiola, Bob Brookmeyer, Jim Tyler (Impact! Brass!), Michel Legrand, Jimmy Smith (The Cat), Lalo Schifrin, Manny Albam, Chuck Mangione, Gary McFarland,  Stan Getz (Music from the Sound Track of Mickey One, 1965), Arif Mardin, Pat Williams, Gap Mangione und Dizzy Gillespie  mit. In Studioorchestern (wie bei Gerry Mulligan) begleitete er des Weiteren die Vokalisten Judy Holliday, Tony Bennett (Who Can I Turn To), Bill Henderson (When My Dreamboat Comes Home), Carmen McRae und Astrud Gilberto. In den 1970er- und 1980er-Jahren arbeitete er außerdem mit Thad Jones/Mel Lewis, Rob McConnell, David Amram, Don Sebesky,  Bill Evans & Claus Ogerman Orchestra (Symbiosis),  Stanley Clarke, John Tropea, Maynard Ferguson und dem Komponisten Richard Peaslee (Virtuosity: A Contemporary Look). Im Bereich des Jazz war er zwischen 1959 und 1987 an 63 Aufnahmesessions beteiligt, zuletzt mit Bob Dorough (To Communicate).
Außerhalb des Jazz arbeitete Chapin als Studiomusiker auch mit Edgar Winter (Entrance, 1970), David Clayton-Thomas (1972), Jan Akkerman (Tabernakel, 1973), Janis Ian (Stars, 1974), François Dompierre und Jon Lucien (Premonition, 1976). Im Bereich der klassischen Musik trat er auch mit dem Casals Festival Orchestra in Puerto Rico, auf dem Mostly Mozart Festival, Music from Marlboro, mit dem 92nd Street Y Chamber Orchestra und zahlreichen weiteren Kammermusik-Ensembles und Orchestern auf. In späteren Jahren lebte er, nachdem er aus gesundheitlichen Gründen seine Musikerkarriere aufgeben musste, in den Berkshires, bevor er am 21. Januar 1997 in Greenfield verstarb.